# Tin giật gân

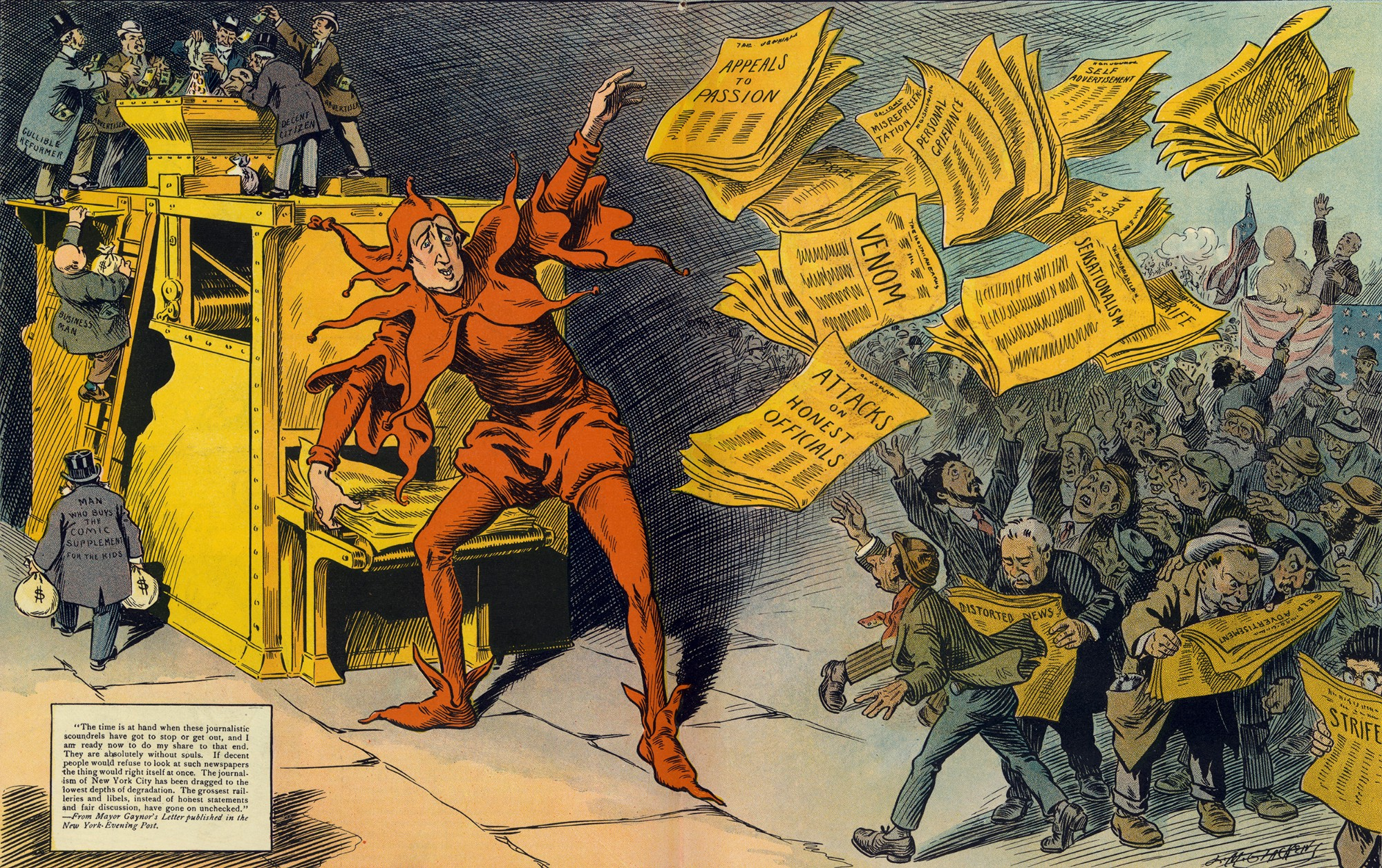
Biếm họa về tin giật gân

Tin giật gân (Sensationalism) là một loại thủ thuật biên tập trong báo chí và truyền thông theo đó, các sự kiện và chủ đề trong các bài viết và tin tức được chọn lựa, xếp đặt và diễn đạt theo cách thu hút nhiều độc giả và người xem nhất có thể. Phong cách đưa tin này khuyến khích thiên vị hoặc tạo ấn tượng mang tính cảm xúc về các sự kiện hơn là trung lập, và có thể gây ra sự thao túng đối với sự thật của một câu chuyện tạo ra sự sốt dẻo và hiếu kỳ của công chúng. Thủ thuật đưa tin giật gân có thể dựa vào các báo cáo về những vấn đề thường không quan trọng và mô tả chúng như một tác động lớn đến xã hội, hoặc các bài trình bày thiên vị về các chủ đề đáng đưa tin theo cách tầm thường hóa hoặc lá cải hóa, trái ngược với các giả định chung về tiêu chuẩn báo chí chuyên nghiệp. Một số chiến thuật bao gồm việc cố tình làm cho mọi người khó hiểu, thu hút cảm xúc, gây ra tranh cãi, ý kiến trái chiều, quan điểm khác nhau, cố ý bỏ qua sự thật và thông tin sai lệch, làm mọi việc trở nên ồn ào và tô vẽ, hướng sự chú ý vào nhân vật, những phát ngôn, hành xử đời tư để thu hút sự chú ý. Thông tin và sự kiện tầm thường đôi khi bị trình bày sai lệch và phóng đại thành quan trọng hoặc có ý nghĩa, và thường bao gồm các câu chuyện về hành xử của cá nhân và nhóm nhỏ người thường không có ý nghĩa gì đáng kể và không liên quan đến các sự kiện hàng ngày ở cấp độ vĩ mô đang diễn ra trên toàn cầu. Một đặc điểm của tin tức giật gân là việc sử dụng giọng điệu, ngữ khí có vẻ gay gắt, hùng hồn hơn trong bài viết. Ngôn ngữ giật gân được sử dụng phổ biến nhất là ở tiêu đề của các bài báo (giật tít) và thường là phê bình, chỉ trí, đả kích (Slam).

## Lịch sử
Các hình thức giật gân hiện đại hơn phát triển trong thế kỷ XIX song song với sự mở rộng của văn hóa in ấn ở các quốc gia công nghiệp hóa. Một thể loại văn học Anh là "tiểu thuyết giật gân", đã trở thành ví dụ vào những năm 1860 về cách ngành xuất bản có thể tận dụng cốt truyện gây ngạc nhiên để tiếp thị tiểu thuyết nhiều kỳ trên các tạp chí định kỳ. Các thủ thuật tu từ thu hút sự chú ý được tìm thấy trong tiểu thuyết giật gân cũng được sử dụng trong các bài báo về khoa học, công nghệ hiện đại, tài chính và trong các tài khoản lịch sử về các sự kiện đương đại. Phong cách giật gân trong thế kỷ XIX có thể được tìm thấy trong văn hóa đại chúng, văn học, biểu diễn, lịch sử nghệ thuật, lý thuyết, tiền điện ảnh và điện ảnh đầu tiên. Ở Liên Xô cũ, sự kiểm duyệt chặt chẽ chỉ dẫn đến việc đưa tin về những "sự kiện tích cực", còn tin tức thì khác biệt đáng kể so với phương Tây. Ở Hoa Kỳ, phong cách giật gân hiện đại trong tin tức đã gia tăng sau khi Học thuyết công bằng bị bãi bỏ vào năm 1987 bởi Ủy ban truyền thông liên bang, yêu cầu các đài truyền hình khi phát sóng một quan điểm đảng phái này phải phát sóng một quan điểm đảng phái khác. Phong cách giật gân cũng bị đổ lỗi cho phong cách giải trí thông tin của nhiều chương trình tin tức trên đài phát thanh và truyền hình. Trên các nền tảng dựa trên web như Facebook, Google và YouTube, các thuật toán tương ứng của chúng được sử dụng để tối đa hóa doanh thu quảng cáo bằng cách thu hút và giữ sự chú ý của người dùng. Mô hình kinh doanh này dẫn đến nội dung giật gân thường được ưu tiên vì các thuật toán thường dự đoán rằng nó sẽ có lượng tương tác cao nhất. 